# Фердинанд Австрийский (1754)
Фердинанд Карл (нем. Ferdinand Karl Anton Joseph Johann Stanislaus von Österreich; 1 июня 1754, дворец Шёнбрунн — 24 декабря 1806, Вена) — четырнадцатый ребёнок и четвёртый сын императора Франца I Стефана и императрицы Марии Терезии, который женился на последней представительнице древнейшего итальянского дома д’Эсте и наследнице герцогства Моденского. Эрцгерцог Австрийский, основатель ветви эрцгерцогов Австрийских-Эсте, герцог Миланский с 1771 по 1796 годы (с 1765 года титулярно), титулярный герцог Моденский.

## Правление
В 1763 году последний герцог Модены Эрколе III подписал с Марией Терезией договор о браке его единственной дочери Марии Беатриче и Фердинанда, делая его таким образом наследником моденского престола и древнего дома Эсте в целом. Ранее подобный договор был подписан со старшим братом Фердинанда, Петером Леопольдом, но тот в 1761 году стал наследником великого герцогства Тосканского. В 1771 году имперский рейхстаг одобрил передачу Фердинанду Эрколем имперских феодальных владений.
По случаю счастливого события 15-летнему Моцарту заказали oперу «Асканий в Альбе» на мифологический сюжет в характере пасторальной аллегории, с пением и балетными сценами на либретто Парини.
По желанию Габсбургов Франческо III в 1771 году уступил Фердинанду губернаторство Милана. Эрцгерцог жил с семьей в Милане. В 1780 году был назначен губернатором Ломбардии его братом императором Иосифом II. Он нанял архитектора Джузеппе Пьермарини для расширения собственной резиденции напротив Миланского собора, а также поручил ему построить два новых театра — «Ла Скала» и «Каноббиана».
В 1796 году вторжение Наполеона в Милан вынудило Габсбургов ретироваться из Ломбардии, которая присоединилась к Цизальпинской республике. По Кампо-Формийскому мирному договору 1797 года Эрколе III получил герцогство Брайсгау, габсбургскую территорию в юго-западной Германии. 
Когда в 1803 году Эрколе III умер, Фердинанд унаследовал герцогство Брайсгау и, номинально, Моденское герцогство. В 1805 году по Пресбургскому миру Фердинанд уступил герцогство Брайсгау великому герцогству Баденскому. Фердинанд умер в следующем году в Вене. В 1814 году его старший сын Франческо был признан Венским конгрессом герцогом Модены.

## Семья

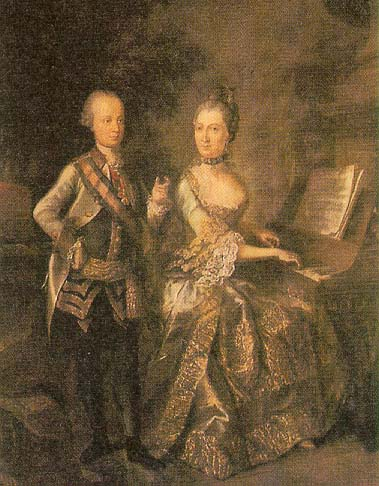
Фердинанд с женой

В октябре 1771 года Фердинанд женился на Марии Беатрисе д’Эсте (1750—1829). Супруги имели десять детей, из которых выжили:
- Мария Тереза (1773—1832), супруга короля Пьемонта и Сардинии Виктора Эммануила I,
- Мария Леопольдина (1776—1848), супруга баварского курфюрста Карла Теодора,
- Франческо IV (1779—1846), герцог Модены, женился на Марии Беатрисе Савойской;
- Фердинанд Карл Йозеф Австрийский-Эсте (1781—1850), командующий австрийской армией в войне с Наполеоном;
- Максимилиан Йозеф (1782—1863), великий магистр Тевтонского ордена;
- Карл (1785—1809), архиепископ Эстергома;
- Мария Людовика (1787—1816), супруга императора Франца II.